# Hohenlinden
Hohenlinden est une commune de la banlieue de Munich (München), en Bavière, située dans l'arrondissement d'Ebersberg, dans le district de Haute-Bavière.

## Histoire
La forêt d'Hohenlinden a été le lieu d'une bataille, le 3 décembre 1800, remportée, d'une manière particulièrement brillante par l'Armée du Rhin, commandée par Jean Victor Moreau, maréchal de France (à titre posthume). La coordination entre les corps d'armée y fut exemplaire et s'y distinguèrent, entre autres, le 1er régiment de chasseurs et le 20e régiment de chasseurs à cheval. Un monument érigé sur place, en 1998, la commémore. Voir Bataille de Hohenlinden.